# Liste der Klassischen Philologen an der Universität Trier
Die Liste der klassischen Philologen an der Universität Trier zählt namhafte Hochschullehrer dieses Faches auf, die an der Universität Trier wirkten und wirken.
Der Fachbereich Klassische Philologie ist am Zentrum für Altertumswissenschaften (ZAT) angesiedelt. Mit der Neugründung der Universität wurde zunächst eine Professur Klassische Philologie (insbesondere Latinistik) geschaffen und mit Hans-Otto Kröner besetzt. Ab 1973 trat ihm Leif Bergson als zweiter Professor für Klassische Philologie (insbesondere Gräzistik) zur Seite.

## Liste der Klassischen Philologen
Angegeben ist in der ersten Spalte der Name der Person und ihre Lebensdaten, in der zweiten Spalte wird der Eintritt in die Universität angegeben, in der dritten Spalte das Ausscheiden. Spalte vier nennt die höchste an der Universität Trier erreichte Position. An anderen Universitäten kann der entsprechende Dozent eine noch weitergehende wissenschaftliche Karriere gemacht haben. Die nächste Spalte nennt Besonderheiten, den Werdegang oder andere Angaben in Bezug auf die Universität oder das Institut. In der letzten Spalte stehen Bilder der Dozenten.
| Wissenschaftler              | von  | bis  | Funktionen                 | Bemerkungen | Bild |
| ---------------------------- | ---- | ---- | -------------------------- | --- | ---- |
| Hans-Otto Kröner (1928–2015) | 1970 | 1995 | Professor                  | erster Professor für Klassische (insbesondere Lateinische) Philologie |      |
| Leif Bergson (1927–1999)     | 1973 | 1993 | Professor                  | erster Professor für Klassische (insbesondere Griechische) Philologie |      |
| Manfred Lossau (1934–2017)   | 1974 | 1996 | Professor                  | Akademischer Direktor, 1978 habilitiert und Professor; wechselte an die Universität Luxemburg |      |
| Wolfgang Hübner (* 1939)     | 1977 | 1984 | Akademischer Oberrat       | Akademischer Rat, seit 1979 Oberrat; wechselte als Professor nach Augsburg, später nach Münster |      |
| Georg Wöhrle (* 1953)        | 1994 | 2018 | Professor                  | Nachfolger Bergsons; Spezialist für archaische griechische Literatur, antike Medizin und Naturwissenschaften und Vorsokratische Philosophie |      |
| Therese Fuhrer (* 1959)      | 1996 | 1997 | Professorin                | Nachfolgerin Kröners; Spezialistin für hellenistische und augusteische Dichtung und römische Philosophie; wechselte nach Zürich, später nach Freiburg und Berlin (FU) |      |
| Ulrich Eigler (* 1959)       | 1998 | 2005 | Professor                  | Nachfolger Fuhrers; Spezialist für römische Literatur der Kaiserzeit, Spätantike, des Mittelalters und der Renaissance; wechselte nach Zürich |      |
| Oliver Hellmann (* 1965)     | 1999 |      | außerplanmäßiger Professor | Wissenschaftlicher Mitarbeiter, 2006 promoviert und Lehrkraft für besondere Aufgaben, 2012 außerplanmäßiger Professor; Spezialist für homerisches Epos und antike Naturwissenschaft                                                                                                |      |
| Luc Deitz (* 1961)           | 2001 |      | außerplanmäßiger Professor | Lehrbeauftragter, 2002 habilitiert, 2009 außerplanmäßiger Professor; vertritt Mittel- und Neulateinische Philologie an der Universität Trier; Spezialist für Platon- und Aristoteles-Rezeption in der Renaissance, Poetik und Rhetorik, Wissenschaftsgeschichte der Frühen Neuzeit |      |
| Stephan Busch (* 1966)       | 2006 |      | Professor                  | Nachfolger Eiglers; Spezialist für Narrativik, Rezeption der Antike, antikes Epigramm und römische Küche |      |
| Diego De Brasi               | 2020 |      | Juniorprofessor            | Nachfolger Wöhrles; Spezialist für antike Philosophie und Politiktheorie, jüdisch-hellenistische Literatur sowie Biologie und Anthropologie der Kaiserzeit und Spätantike |      |